# زمین گلخانه‌ای و سردخانه‌ای
در سراسر تاریخ آب و هوایی زمین (دیرینه اقلیم شناسی)، آب و هوای زمین میان دو وضعیت عمده نوسان کرده است: زمین گلخانه‎‌ای و زمین سردخانه‌‎ای (به انگلیسی: Greenhouse and icehouse Earth). هر دو وضعیت آب و هوایی برای میلیون‌ها سال ادامه یافته‌اند و نباید آنان را با دوره یخچالی و میان یخچالی که به صورت دوره‌هایی متناوب در طی یک دوره سردخانه‌ای روی داده و کم‌تر از یک میلیون سال ادامه می‌یابند، اشتباه گرفت. پنج دوره شناخته شده زمین سردخانه‌ای در تاریخ آب و هوایی زمین عباتند از: یخبندان هورونی، کریوژنین، آندی-صحرایی، پالئوزوئیک پسین و سنوزوئیک پسین. گمان می‌رود که فاکتور‌های اساسی در تغییرات آب و هوایی زمین عبارتند از: تجمع دی اکسید کرین در اتمسفر، تغییرات حرکت انتقالی زمین، تغییرات طولانی مدت در ثابت خورشیدی و تغییرات اقیانوسی و کوه‌زایی ناشی از تغییرات زمین‌ساخت صفحه‌ای. دوره‌های گلخانه‌ای و سردخانه‌ای نقش مهمی در تکامل حیات بر روی زمین داشته‌اند.

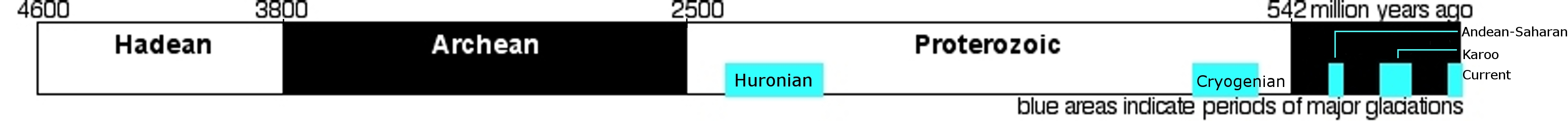
خط زمانی پنج دوره یخچالی بزرگ شناخته شده که به رنگ آبی نمایش داده شده اند. دوره های میانی نشان داده شده مربوط به شرایط گلخانه ای هستند.